# Phrynopus columbianus
Phrynopus columbianus és una espècie de granota que viu a Colòmbia. Tot i que s'ha escrit que estava amenaçada d'extinció per la pèrdua de l'hàbitat les dades d'avaluació són insuficients per a catalogar el seu estat de conservació.